# Ischiolepta stuarti
Ischiolepta stuarti är en tvåvingeart som beskrevs av Han och Ke Chung Kim 1990. Ischiolepta stuarti ingår i släktet Ischiolepta och familjen hoppflugor.
Artens utbredningsområde är Kongo. Inga underarter finns listade i Catalogue of Life.